# Heidelberger Manifest
Mit dem Heidelberger Manifest vom 17. Juni 1981 wollten deutsche Professoren vor der „Unterwanderung des deutschen Volkes“ und der „Überfremdung“ der deutschen Sprache, der Kultur und des „Volkstums“ warnen. Erstmals nach 1945 erhielten Rassismus und Fremdenfeindlichkeit öffentlich eine – wenn auch umstrittene – Legitimation durch Wissenschaftler.

## Geschichte

### Entstehung der Originalfassung
Die Hauptinitiatoren des Heidelberger Manifestes waren Theodor Schmidt-Kaler von der Universität Bochum und Helmut Schröcke von der Universität München. Beide Professoren äußerten sich bereits im Vorfeld mit ihren Kernthesen, die später im Manifest übernommen wurden. So schrieben Schröcke und Schmidt-Kaler 1980:

„Der Begriff ‚Volk‘ läßt sich heute naturwissenschaftlich definieren: Völker sind (kybernetisch und biologisch) lebende Systeme höherer Ordnung mit voneinander verschiedenen Systemeigenschaften, die genetisch weitergegeben werden. Dabei sind auch die nicht körperlichen Eigenschaften eingeschlossen, die genauso vererbt werden, wie die körperlichen (die Milieu-Theorie ist wissenschaftlich falsch).“

„Unser Problem sind nicht die Gastarbeiter schlechthin, sondern ihr asiatischer Anteil. […] Wenn man das Spezialproblem Süditalien ausklammert, so kann man feststellen, dass die aus dem europäischen Raum zu uns kommenden Gastarbeiterfamilien nach ihrer Fertilität, ihrem kulturellen, soziologischen und religiösen Kontext Aussicht auf Akkulturation bieten […]. Auf die Asiaten trifft all das nicht zu.“

Die Originalfassung des Heidelberger Manifestes wurde am 17. Juni 1981 von Schröcke verfasst und von insgesamt 15 Professoren unterzeichnet.
Neben Schmidt-Kaler und Schröcke waren die unterzeichnenden Professoren:
- Manfred Bambeck (Frankfurt)
- Rolf Fricke (Karlsruhe)
- Karl Götz (Stuttgart)[5]
- Werner Georg Haverbeck (Vlotho)[6]
- Joachim Illies (Schlitz)
- Peter Manns (Mainz)
- Harold Rasch (Frankfurt)
- Franz Hieronymus Riedl aus Österreich
- Heinrich Schade (Düsseldorf)
- Kurt Schürmann (Mainz)
- Ferdinand Siebert (Mainz)
- Georg Stadtmüller (München).
- Theodor Oberländer (Vertriebenenminister der Bundesrepublik Deutschland a. D.)

In der Originalfassung des Manifestes, die zunächst keiner breiten Öffentlichkeit vorgestellt werden sollte, stand beispielsweise folgende Textpassage:

„Mit großer Sorge beobachten wir die Unterwanderung des deutschen Volkes durch Zuzug von vielen Millionen von Ausländern und ihren Familien, die Überfremdung unserer Sprache, unserer Kultur und unseres Volkstums. […] Völker sind (biologisch und kybernetisch) lebende Systeme höherer Ordnung mit voneinander verschiedenen Systemeigenschaften, die genetisch und durch Traditionen weitergegeben werden. Die Integration großer Massen nichtdeutscher Ausländer ist daher bei gleichzeitiger Erhaltung unseres Volkes nicht möglich und führt zu den bekannten ethnischen Katastrophen multikultureller Gesellschaften. Jedes Volk, auch das deutsche Volk, hat ein Naturrecht auf Erhaltung seiner Identität und Eigenart in seinem Wohngebiet. Die Achtung vor anderen Völkern gebietet ihre Erhaltung, nicht aber ihre Einschmelzung (‚Germanisierung‘).“

Ende 1981 wurde die Originalfassung des Heidelberger Manifestes in gleich drei rechtsextremen Zeitschriften publiziert, in der Deutschen Wochenzeitung, Nation & Europa sowie Deutschland in Geschichte und Gegenwart. Weiterhin wurde die Originalfassung Ende 1981 in verschiedenen Universitätsstädten als Flugblatt verteilt. Hierdurch wurden Studenten in Bonn und München aufmerksam, welche die öffentlichen Medien informierten.
Im Januar 1982 gab es aufgrund der breiten Berichterstattung erste öffentliche Reaktionen. Für die bayerische FDP beispielsweise war das Manifest ein „übles Pamphlet und nichts weiter als ein Aufguß der rassistischen Nazi-Ideologie“.
Ebenfalls im Januar 1982 lud im Namen von Schmidt-Kaler ein „Schutzbund für das deutsche Volk“ (SDV) zu einem Gründungs- und Diskussionsseminar unter dem Titel Wissenschaftliche und ethische Grundlagen des Heidelberger Manifestes vom 17. Juni 1981 ein, das am 23. Januar 1982 in Heidelberg stattfand. Bereits im Text der Originalfassung des Manifestes waren „alle Verbände, Vereinigungen und Bürgerinitiativen, die sich der Erhaltung unseres Volkes, seiner Sprache, Kultur und Lebensweise widmen“, aufgefordert worden, „einen Dachverband zu gründen“. Schmidt-Kaler gab während des Treffens bekannt, dass er für die Pressearbeit des SDV zuständig sei.

### Entstehung der zweiten Fassung
Nach zahlreichen kritischen Reaktionen in der Öffentlichkeit kam es am 31. Januar 1982 in Mainz zu einer Presseerklärung und der Vorstellung einer Neufassung des Heidelberger Manifestes durch Schmidt-Kaler. Eine „von der radikalen Linken gesteuerte Diffamierungskampagne“ und die „versuchte Einschleusung rechtsradikaler Kräfte“ hätten es notwendig gemacht, selbst an die Öffentlichkeit zu treten.

„Durch Indiskretionen, für die die Unterzeichner nicht verantwortlich zu machen sind, geriet das Heidelberger Manifest an die Öffentlichkeit in einer vorläufigen Form, die nur zur Gewinnung weiterer Unterzeichner bestimmt war“

Schmidt-Kaler distanzierte sich von seinem Kollegen Schröcke, der Mitglied im SDV wurde:

„Der in Gründung befindliche Verein ‚Schutzbund für das deutsche Volk‘ ist weder politisch noch nach seiner Kompetenz in der Lage, die Aufgaben des in der vorläufigen Fassung des ‚Heidelberger Manifestes‘ erwähnten Bundes wahrzunehmen. Wir sind nicht Mitglieder dieses Vereins. Der Verein ist nicht berechtigt, für uns oder in unserem Auftrag irgendwelche Mitteilungen zu machen oder Äußerungen zu verbreiten.“

In der überarbeiteten und abgeschwächten Version des Heidelberger Manifests vom 31. Januar 1982 fehlten als Unterzeichner die Professoren Götz, Oberländer, Riedl, Schade und Schröcke. Neu hinzu kam Werner Rutz (Bochum). Es findet sich beispielsweise folgende Textpassage:

„Die Achtung vor anderen Völkern gebietet ihre Erhaltung, nicht aber ihre Einschmelzung […] Wer aus diesem Begriff (Volk) folgert, dass es auch nicht erhaltenswerte Völker gäbe, interpretiert gegen die Regeln wissenschaftlicher Hermeneutik und mißdeutet gröblich unser Anliegen.“

### Kritik an der zweiten Fassung
Kritiker warfen den Verfassern vor, trotz der einschränkenden Bemerkungen und der Distanzierung von Rassismus und Rechtsextremismus in diesem Aufruf genauso völkisch und mithilfe des neurechten Konzepts des Ethnopluralismus zu argumentieren. Dieses Konzept gibt vor, keine Werthierarchie unter den verschiedenen „Völkern“ zu postulieren, hält sie für unveränderliche Einheiten, die durch „Vermischung“ bedroht seien. Auch dieses Dokument löste einen Skandal aus, da es rassistische und nationalistische Passagen enthielt.
Im Zuge einer breiten öffentlichen Berichterstattung wurden 1982 beide Versionen des Heidelberger Manifestes von verschiedenen Zeitungen als Zeitdokument im Wortlaut abgedruckt. Als Reaktion und als Manifest zur Völkerverständigung unterzeichneten 24 Professoren der Ruhr-Universität Bochum am 16. Februar 1982 eine Gegendarstellung zum Heidelberger Manifest.

### SDV: weitere Entwicklung
Der Mainzer Kreis um Schmidt-Kaler wurde in den folgenden Jahren nicht mehr aktiv. Schröcke engagierte sich weiterhin im SDV. Der Schutzbund wird bis heute von verschiedenen Landesbehörden des Verfassungsschutzes als rechtsextrem eingestuft. Im Februar 1984 verschickte der SDV im Namen von Schröcke ein Flugblatt mit dem Titel Grundgesetzlicher Grundwert – Deutsches Volk, in dem der SDV „als Sachverwalter des ‚Heidelberger Manifestes vom 17. Juni 1981‘“ auftritt und seine „Thesen zur Ausländerpolitik“ vorstellt. Zusammen mit Heinrich Schade und Robert Hepp (Vechta) veröffentlichte Schröcke Ende 1984 eine Broschüre im rechtsextremen Grabert-Verlag, in der der SDV erneut seine „Forderungen zur Ausländerpolitik“ stellte. 2018 vergab der SDV den „Hohe-Meißner-Preis“ an den Videoblogger und Rechtsextremisten Nikolai Nerling, der sich u. a. für die Freiheit der verurteilten Holocaustleugnerin Ursula Haverbeck einsetzt, und 2019 an Edda Schmidt für ihr Engagement in der NPD und der Wiking-Jugend. 2020 wurde der Preis an den stellvertretenden Landesvorsitzenden der NPD Sachsen Maik Müller verliehen.